# Fiat 618
Polski Fiat 618 Grom – lekka ciężarówka produkcji PZInż w Warszawie na licencji FIATa w latach 1937–1939.

## Historia
Na podstawie umowy licencyjnej w Polsce produkowane były samochody Fiata od 1932, w wyniku rozszerzenia umowy w 1937 do produkcji weszły nowe modele: Polski Fiat 518 Mazur i lekka ciężarówka Polski Fiat 618 Grom z silnikiem Fiata 518.
Samochód ten o ładowności do 1200 kg budowano w Fabryce Samochodów Osobowych i Półciężarowych PZInż. w postaci kompletnego podwozia z silnikiem, z układem przeniesienia napędu, mechanizmami sterowniczymi i hamulcowymi oraz zespołem wskaźników w desce rozdzielczej. Nie zakładano nadwozia i dla kierowcy montowano prowizoryczną drewnianą ławeczkę.
Nadwozia pojazdów były montowane w:
- dla celów wojskowych w Nadwoziowni Specjalnej w Fabryce Samochodów Osobowych i Półciężarowych PZInż.
- dla odbiorców indywidualnych w warsztatach Spółki Akcyjnej "Polski Fiat" - jedynego dystrybutora tych pojazdów dla odbiorców cywilnych.

Podwozie Fiata 618 charakteryzowało się nisko położonym środkiem ciężkości i nadawało się do montowania nadwozi ciężarowych, ale także autobusowych, sanitarnych i towarowych zamkniętych. Resorowanie zapewniało odpowiedni komfort jazdy. Nowatorskim rozwiązaniem był dwuobwodowy, hydrauliczny układ hamulcowy - oddzielna sekcja dla kół przednich i tylnych. Zbiornik paliwa o pojemności 60 litrów pozwalał na przejechanie 400 km bez tankowania.
Oprócz typowych samochodów ciężarowych Fiat 618 występował też w wersji tzw. samochód kawaleryjski typu 618, zaprojektowanym w Biurze Badań Technicznych Broni Pancernej w Warszawie dla oddziałów kawalerii zmotoryzowanej. Nadwozie jego przystosowane było do przewożenia: 
- 12 żołnierzy z pełnym ekwipunkiem,
- 8 żołnierzy z 1 ckm i jednostką ognia,
- 10 żołnierzy z 1 rkm + 4 jednostki ognia,

oraz wyposażonego w urządzenia specjalne np. podstawa dla ckm lub rkm przystosowana do strzelań do celów powietrznych, urządzenia sygnalizacyjne: dzienne (tarcze) i nocne (lampy). Prototyp zbudowano w 1938 i po testach planowano wykonać serię informacyjną.
W latach 1937–1939 zbudowano około 600 podwozi, a większość zabudowano jako ciężarówki i czternastoosobowe autobusy.
Jedyny zachowany na świecie egzemplarz Polskiego Fiata 618 z nadwoziem autobusowym odrestaurowany został przez p. Juliusza Siudzińskiego i znajduje się w jego kolekcji; istnieje również kilka egzemplarzy Fiata 618 zachowanych na świecie (m.in. Włochy).

## Dane techniczne
(dla samochodu ciężarowego na podwoziu Fiat 618)
- Nadwozie: ciężarowe, drewniano-stalowe, z drewnianą skrzynią ładunkową krytą brezentową opończą, osadzone na ramie z kształtowników o przekroju ceowym
- Silnik: Fiat 118 (PZInż. 157), gaźnikowy, 4-cylindrowy, rzędowy, 4-suwowy, dolnozaworowy, chłodzony cieczą, umieszczony z przodu napędzający koła tylne
- Średnica cylindra x skok tłoka/pojemność skokowa: 82 x 92 mm/1944 cm³
- Stopień sprężania: 6,1:1
- Moc: 45 KM (38,8 kW) przy 3600 obr./min.
- Sprzęgło: suche, jednotarczowe
- Skrzynia biegów: 4 przełożenia do jazdy w przód (3 i 4 synchronizowane) i bieg wsteczny
- Zawieszenie:
  - przednie: oś sztywna, półeliptyczne resory piórowe, amortyzatory hydrauliczne, ramieniowe
  - tylne: oś sztywna, półeliptyczne resory piórowe, amortyzatory hydrauliczne, ramieniowe
- Hamulce: hydrauliczne, bębnowe na 4 koła, dwuobwodowe: na koła przednie i tylne, hamulec pomocniczy - ręczny na wał napędowy
- Ogumienie: polska opona Stomil 6,00 x 18
- Maksymalna długość/szerokość/wysokość pojazdu: 4720/1760/2000/2000-2110 mm
- Długość ramy: 4517 mm
- Rozstaw kół/rozstaw osi: 
  - przednich: 1490 mm
  - tylnych: 1540/3050 mm
- Masa własna: 
  - podwozia: ok. 1200 kg
  - pojazdu: ok. 1850 kg
- Prędkość maksymalna: 60 km/h
- Zużycie paliwa: ok. 15 l/100 km